# Euryparyphes breviphallus
Euryparyphes breviphallus är en insektsart som beskrevs av Scott LaGreca 1993. Euryparyphes breviphallus ingår i släktet Euryparyphes och familjen Pamphagidae. Inga underarter finns listade i Catalogue of Life.